# Heinz-Ulrich Schulze
Heinz-Ulrich Schulze (* 10. März 1949; † 20. August 1995 in Dormagen) war ein deutscher Leichtathlet, der auf den Zehnkampf spezialisiert war.

## Leben
Schulze gehörte in seiner Jugend der Leichtathletikabteilung des BSV Grün-Weiß Flüren aus dem 1969 nach Wesel eingemeindeten Ort Flüren am Niederrhein an. In der Disziplin Zehnkampf wurde er zweimal deutscher Jugendmeister und zweimal Juniorenmeister. 1969 machte er am Konrad-Duden-Gymnasium in Wesel sein Abitur.
Bei den Deutschen Leichtathletik-Meisterschaften 1971 gewann er als Drittplatzierter im Zehnkampf die Bronzemedaille. Mit 8.043 Gesamtpunkten auf Grundlage der Punktetabelle von 1965 erreichte er in diesem Wettkampf zugleich seine persönliche Bestleistung. Auf die im Juli ausgetragene deutsche Meisterschaft folgten im August die Leichtathletik-Europameisterschaften 1971. Schulze, der weiterhin für den BSV Grün-Weiß Flüren antrat, belegte dabei im Zehnkampf den vierten Rang. Der Erstplatzierte Joachim Kirst aus der DDR war der Konkurrenz deutlich überlegen, doch Schulzes Leistung wurde durch die Presse positiv aufgenommen. Im Vorfeld der Olympischen Sommerspiele 1972 zog sich Schulze beim Stabhochsprung eine Verletzung zu, die zur Beendigung seiner Laufbahn im Leistungssport führte.